# 椎名篤子
椎名 篤子（しいな あつこ、1955年 - ）は、日本のノンフィクション作家、ジャーナリスト。
日本子ども虐待防止学会副会長、児童虐待防止全国ネットワーク理事を歴任。

## 来歴
駒澤大学文学部歴史学科卒業。
1993年、こども虐待を医療側から描いた『親になるほど難しいことはない』を刊行。これを原作にしたささやななえの漫画『凍りついた瞳』が、
『YOU (雑誌)』1994年9月号から1995年7月号まで連載され、のちに単行本として出版される。児童虐待の実例を基にした作品で、その後『続 凍りついた瞳』『新 凍りついた瞳』とシリーズ化された。
『凍りついた瞳』は多くの国会議員へ配布され、2000年の児童虐待防止法（児童虐待の防止等に関する法律）制定への後押しをしたと言われている。
この作品により2004年、ささやと椎名はエイボン女性年度賞教育賞を受賞

。

## 著書
- 『親になるほど難しいことはない』 上出弘之監修、講談社　1993年1月[13]
- 編『凍りついた瞳が見つめるもの : 被虐待児からのメッセージ』 集英社　1995年11月
- 編『凍りついた瞳が見つめるもの : 被虐待児からのメッセージ』 集英社〈集英社文庫〉　1997年5月
- 『虐待で傷ついたこころのための本』大和書房　1998年6月
- 『ちいさなわたしをだきしめて』入江紀子（絵）　集英社　1998年11月
- 『家族「外」家族 : 精神科に駆け込む子どもたち』集英社文庫
- 『親になるほど難しいことはない :「子ども虐待」の真実』 集英社〈集英社文庫〉　2000年8月
- 共著 高橋重宏『子ども虐待 : 子どもへの最大の人権侵害』有斐閣、2001年。ISBN 4641076421。全国書誌番号:20190829。（小宮純一、萩原絹代、山本真実、友川礼、中谷茂一、庄司順一、才村純、奥山真紀子、影山秀人、谷口和加子）
- 『新 凍りついた瞳』 集英社、2003年9月
- 『新 凍りついた瞳 : 「子ども虐待」のない未来への挑戦』 集英社〈集英社文庫〉　2007年2月
- 『「愛されたい」を拒絶される子どもたち : 虐待ケアへの挑戦』大和書房 2007年7月
- 『がれきの中の天使たち : 心に傷を負った子どもたちの明日』集英社　2012年1月
- 編著『凍りついた瞳2020 : 虐待死をゼロにするための6つの考察と3つの物語』 集英社　2019年11月
- 編著『イギリスの子ども虐待防止とセーフガーディング』明石書店 2019年12月[14]

### 寄稿
- 津雲むつみ著『新編　闇の果てから』解説[15]
- 医学書院「保健師ジャーナル」77巻2号（2021年2月）「産後ケアに関わる保健師さんへのメッセージ?子ども虐待の取材と支援の経験から言えること」[16]

### 原作漫画
- 『凍りついた瞳 : 子ども虐待ドキュメンタリー』ささやななえ著　集英社　1995年11月
- 『凍りついた瞳 : 子ども虐待ドキュメンタリー』ささやななえ著　集英社〈YOU漫画文庫〉　1996年12月
- 『続 凍りついた瞳 被虐待児からの手紙 : 子ども虐待ドキュメンタリー』ささやななえ著　集英社　1996年11月
- 『家族の中の迷子たち』鈴木雅子著　集英社　1998年5月
- 『続 凍りついた瞳 被虐待児からの手紙 : 子ども虐待ドキュメンタリー』ささやななえ著　集英社〈YOU漫画文庫〉　1999年3月
- 『新 凍りついた瞳 : 子ども虐待ドキュメンタリー』ささやななえ著　集英社　2003年9月
- 『愛ときずな : 虐待ケアへの挑戦』ごとう和著　秋田書店　2010年10月
- 『新 凍りついた瞳 : 子ども虐待ドキュメンタリー』ささやななえ著　集英社〈集英社文庫〉　2012年10月

## 講演など
- 2004年3月28日　NPO法人日本子どもソーシャルワーク協会公開講座「児童虐待の現状と提言」講師　世田谷区砧区民会館
- 2004年11月8日「函館に自立援助ホームを」立ち上げる会」講演会　渡島合同庁舎3階講堂[17]
- 2004年11月「第30回 全国児童相談所研究セミナー」
- 2004年12月4日「全国自立援助ホーム連絡協議会・埼玉セミナー」基調講演　彩の国すこやかプラザ[18]
- 2005年2月13日「児童虐待防止啓発セミナー」福島市保健福祉センター[19]
- 2006年1月23日　人権問題都民講座「児童虐待 - 予防・発見から自立支援まで -」講師[20]
- 2007年11月10日　シンポジウム「児童虐待対策の今、そして、これから」パネリスト　熊本県テルサ[21]
- 2008年3月30日　センター開設一周年シンポジウム基調講演「子どもの虐待から見える子どもと家族」獨協大学[22]
- 2010年10月　子ども虐待防止オレンジリボン運動「2010年度公式ポスターコンテスト」審査員[23]
- 2010年12月23日　福井県「児童虐待防止について考える教育講演会」ユー・アイふくい[24]
- 2018年6月13日　シンポジウム「親になるほど難しいことはない」パシフィコ横浜 会議センター[25]